# Стайн, Брайан
Бра́йан Стайн (англ. Brian Stein; 19 октября 1957) — английский футболист, нападающий. Выступал за футбольные клубы «Лутон Таун», «Кан», «Анси», «Барнет» и «Сент-Олбанс Сити», также за сборную Англии. После завершения карьеры игрока занимался тренерской работой.

## Клубная карьера
Футбольную карьеру начал в команде «Эджуэр Таун». В ноябре 1977 года присоединился к клубу «Лутон Таун». Он начинал играть за клуб в роли вингера, но вскоре закрепился на позиции центрфорварда.
В сезоне 1981/82 помог команде выиграть Второй дивизион. В следующем сезоне, который «Лутон Таун» провёл в высшем дивизионе чемпионата Англии, Стайн сделал «дубль» в ворота «Ливерпуля» на «Энфилде», благодаря чему «Лутон Таун» смог сыграть с действующим чемпионом вничью (3:3). После перелома ноги в матче с «Уотфордом» в декабре Стайн пропустил большую часть сезона, но вернулся на поле к последней игре сезона, в которой «Лутон Таун» должен был обыграть на выезде «Манчестер Сити», чтобы избежать выбывания во Второй дивизион (при этом и сам «Сити» боролся за право остаться в высшей лиге). Стайн сделал в том матче голевую передачу на Радомира Антича, который забил победный гол. В результате «Лутон Таун» остался в Первом дивизионе, а «Манчестер Сити» выбыл во Второй дивизион.
В сезоне 1987/88 Стайн помог «шляпникам» выиграть Кубок Футбольной лиги, забив два гола в финальном матче против «Арсенала».
По окончании сезона 1987/88 Стайн покинул «Лутон Таун» в качестве свободного агента. В последующие три сезона он играл во Франции за клубы «Кан» и «Анси». В 1991 году вернулся в «Лутон Таун», где провёл ещё один сезон.
В сезоне 1992/93 выступал за «Барнет». По окончании сезона завершил профессиональную карьеру игрока. В сезоне 1994/95 играл за «Сент-Олбанс Сити» из Истмийской лиги, забив 32 гола в 42 матчах.

## Карьера в сборной
20 сентября 1983 года Брайан Стайн стал первым уроженцем Африки, сыгравшим за сборную Англии до 21 года. С сентября 1983 по май 1984 года он провёл три матча за сборную Англии до 21 года, забив три гола. В 1984 году в составе сборной выиграл чемпионат Европы среди игроков до 21 года).
29 февраля 1984 года провёл свою единственную игру за главную сборную Англии. Это был матч против сборной Франции на парижском стадионе «Стад де Франс», в котором французы победили со счётом 2:0.

## Тренерская карьера
В 2000 году Стайн стал тренером резервной команды «Лутон Таун». В 2004 году стал ассистентом главного тренера первой команды «Лутон Таун» Майка Ньюэлла. 15 марта 2007 года, после увольнения Ньюэлла, Стайн был назначен исполняющим обязанности главного тренера «Лутон Таун». Под его руководством команда провела только один матч, в котором уступила клубу «Ипсвич Таун» со счётом 0:2. После этого клуб возглавил Кевин Блэкуэлл. По окончании сезона 2006/07 Стайн покинул тренерский штаб «Лутон Таун».
В ноябре 2008 года Стайн был назначен главным скаутом, а также тренером основного состава клуба «Гримсби Таун», где воссоединился с Майком Ньюэллом. В мае 2009 года был назначен ассистентом главного тренера клуба. Ньюэлл был уволен в октябре 2009 года, а в следующем месяце и Стайн покинул «Гримсби Таун».

## Личная жизнь
Его братья также были футболистами: старший брат Эд Стайн играл за «Лутон Таун» и «Барнет», младший брат Марк Стайн играл за «Лутон Таун», «Сток Сити» и «Челси». Все братья Стайн родились в ЮАР и прибыли в Великобританию в 1968 году, когда их отец Айзая Стайн (англ. Isaiah Stein), бывший активистом Африканского национального конгресса, бежал страны с семьёй, спасаясь от политического преследования. Айзая Стайн продолжил политическую активность уже в Великобритании, являясь членом олимпийского комитета Южной Африки по борьбе с апартеидом.

## Достижения
«Лутон Таун»
- Обладатель Кубка Футбольной лиги: 1987/88
- Чемпион Второго дивизиона: 1981/82
- Финалист Кубка полноправных членов: 1987/88

Сборная Англии (до 21 года)
- Победитель чемпионата Европы (до 21 года): 1984